# Gertse
Gertse también transliterada como Gêrzê (en tibetano, སྒེར་རྩེ་རྫོང་།,; wylie, sger rtse rdzong; en chino, 改则县; pinyin, Gǎizé xiàn léase Kái-Tse) es un condado bajo la administración directa de la Prefectura Ngari en la Región autónoma del Tíbet, República Popular China. Su área es 135,6 mil km² y su población total para 2010 superó los 20 000 habitantes.

## Toponimia
Ger-tse, es la palabra tibetana para un tipo especial de vivienda de estilo local construida en la cima de una montaña.

## Administración
El condado de Gertse se divide en 7 pueblos que se administran en 1 poblado y 6 villas.